# Tanktoerisme

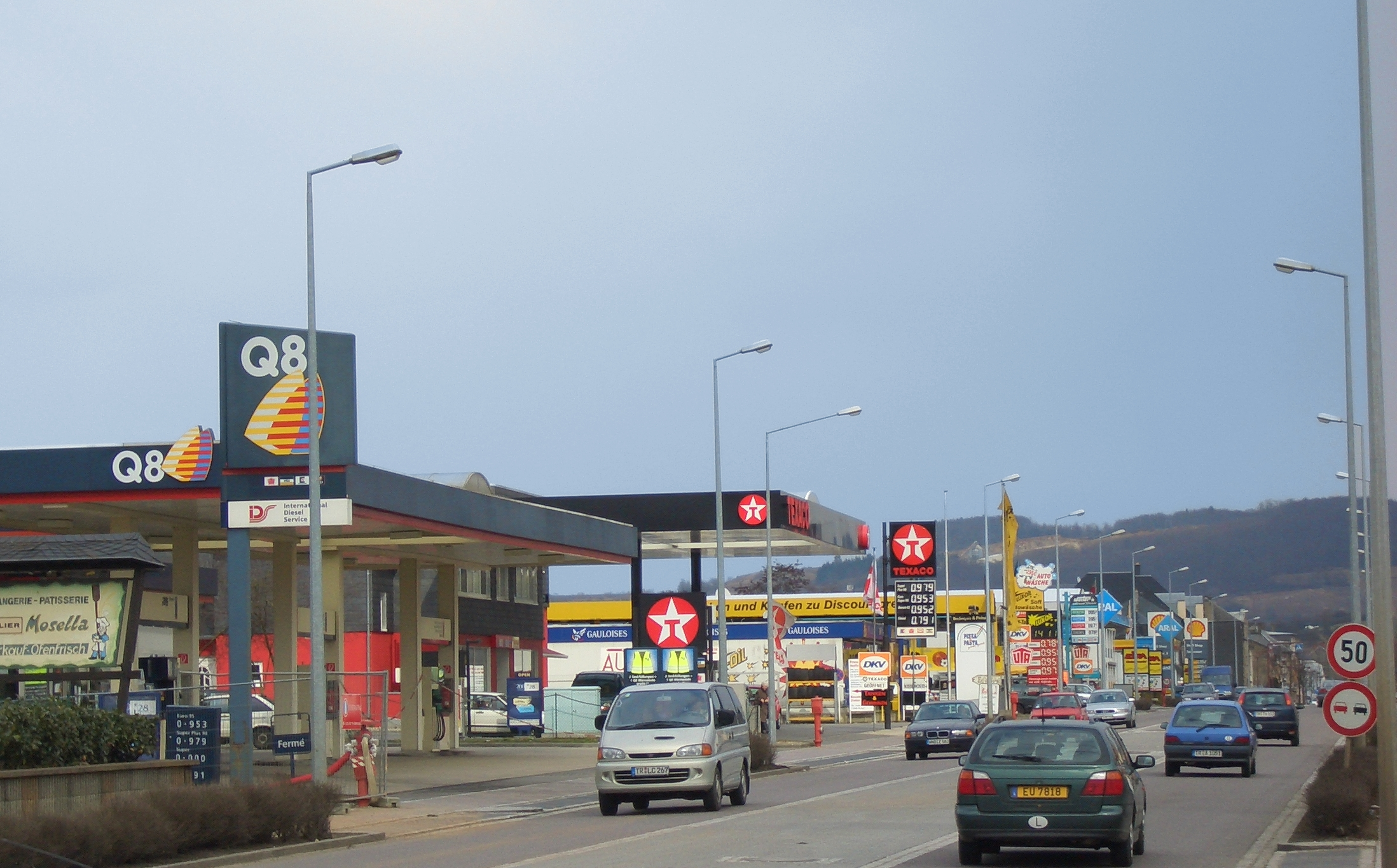
rij tankstations nabij de Luxemburgs-Duitse grens

Tanktoerisme is een vorm van toerisme.
Deze vorm wordt veroorzaakt doordat weggebruikers gaan tanken bij goedkope tankstations. Doordat brandstof in een buurland soms goedkoper is dan in eigen land, kiezen weggebruikers ervoor om daar te gaan tanken. In landen waar brandstof goedkoop is liggen aan de grenzen grote tankstations, waar reizigers die op doorreis zijn de tank van hun voertuig vullen tegen lagere kosten. Het tanktoerisme omvat het gebruik van andere faciliteiten in de nabijheid van het tankstation zoals een supermarkt om de dagelijkse boodschappen te doen, of van andere toeristische attracties. Tanktoerisme kan op deze manier een bijdrage leveren aan de lokale economie.
Een voorbeeld van een land met veel tanktoerisme is Luxemburg, waar de brandstof goedkoper is wegens de lagere accijnzen. De bestuurders van personenwagens, autobussen en vrachtwagens op doorreis, alsmede de bewoners van Zuidoost-België, Noordoost-Frankrijk en Zuidwest-Duitsland, maken hier dan  gebruik van. Aan de toegangsroutes tot Luxemburg bevinden zich grote benzinestations, namelijk bij Capellen (A6, richting België), Berchem (A3, richting Frankrijk) en Wasserbillig (A1, richting Duitsland). Een bekend gezicht op de kleinere grenswegen in Luxemburg zijn rijen van meerdere benzinestations achter elkaar, zoals op de foto aan de N1 die vanuit Duitsland Luxemburg binnenloopt.
Bezwaar tegen tanktoerisme is meestal afkomstig van de omliggende landen die accijns mislopen, alsmede van de tankstations aldaar die omzet mislopen door wat zij ervaren als oneerlijke concurrentie. Verder betekent de aankoop van benzine en diesel dat de CO2-uitstoot aan het betreffende land wordt toegerekend, waardoor dit de doelstellingen van het Kyoto-protocol niet haalt of een strengere beperkingsnorm krijgt opgelegd. Hierdoor moet men extra kosten maken door nieuwe CO2-emissierechten te kopen op de door het verdrag in het leven geroepen emissiemarkt.